# اولتراسرف
اولتراسرف یا التراسرف (به انگلیسی: Ultrasurf) یک فیلترشکن رایگان است که توسط شرکت اینترنتیِ اولتراریچ (UltraReach) ساخته شده‌است.